# WASP-15
WASP-15 (Nyamien) – gwiazda w gwiazdozbiorze Centaura, odległa o 927 lat świetlnych od Słońca. Wokół WASP-15 orbituje planeta WASP-15 b (Asye).
WASP-15 to żółto-biały karzeł, gwiazda ciągu głównego  należąca do typu widmowego F.

## Układ planetarny
W 2008 roku na orbicie WASP-15 odkryto planetę WASP-15 b. Odkrycia dokonano metodą tranzytu w ramach projektu SuperWASP. 

## Nazwa
Gwiazda ma nazwę własną Nyamien, wywodzącą się od najwyższego boga-stwórcy z wierzeń ludu Akan. Nazwa została wyłoniona w konkursie zorganizowanym w 2019 roku przez Międzynarodową Unię Astronomiczną w ramach stulecia istnienia organizacji. Uczestnicy z Wybrzeża Kości Słoniowej mogli wybrać nazwę dla tej gwiazdy. Spośród nadesłanych propozycji zwyciężyła nazwa Nyamien dla gwiazdy i Asye dla planety.